# Neuville-lès-Decize
Neuville-lès-Decize ist eine französische Gemeinde mit 211 Einwohnern (Stand: 1. Januar 2022) im Département Nièvre in der Region Bourgogne-Franche-Comté. Sie gehört zum Arrondissement Nevers und zum Kanton Saint-Pierre-le-Moûtier.

## Geographie
Neuville-lès-Decize liegt etwa 22 Kilometer nördlich von Moulins. Umgeben wird Neuville-lès-Decize von den Nachbargemeinden Luthenay-Uxeloup im Norden und Nordwesten, Fleury-sur-Loire im Norden, Avril-sur-Loire im Nordosten, Saint-Parize-en-Viry im Osten, Dornes im Süden, Toury-sur-Jour im Süden und Südwesten sowie Azy-le-Vif im Westen.

## Bevölkerungsentwicklung
| Jahr                       | 1962 | 1968 | 1975 | 1982 | 1990 | 1999 | 2006 | 2013 | 2020 |
| Einwohner                  | 319  | 265  | 250  | 235  | 237  | 255  | 272  | 256  | 218  |
| Quellen: Cassini und INSEE |      |      |      |      |      |      |      |      |      |

## Sehenswürdigkeiten
- Kirche Saint-Pierre
- Schloss und Gutshof Le Creuset